# August Endell
August Endell (Berlino, 12 aprile 1871 – Berlino, 15 aprile 1925) è stato un architetto tedesco, rappresentante dello Jugendstil, l'Art Nouveau in Germania.

## Biografia
August Endell si dedicò all'architettura da autodidatta; egli aveva infatti studiato filosofia e psicologia e cercò per tutta la vita di inserire queste sue conoscenze teoriche nel campo dell'architettura e delle arti applicate. Divenne inizialmente noto come collaboratore della rivista Pan, rivista dello Jugendstil tedesco, assieme ad Otto Julius Bierbaum e Julius Meier-Graefe.
Stabilitosi a Monaco di Baviera rinnovò l'Atelier fotografico Elvira (1896/97), creato da Sophia Goudstikker e da Anita Augspurg, facendolo diventare la massima espressione dello Jugendstil.
Dopo la parentesi di Monaco tornò a Berlino, dove eseguì numerose opere pubbliche e private; tra di esse il primo dei Hackesche Höfe ("cortili Hacke") e il Bunte Theater.
Dal 1918 fu direttore dell'Accademia Statale per l'Arte di Breslavia. Morì a Berlino il 15 aprile 1925.

## Opere
Durante la sua vita scrisse numerosi articoli e libri, nei quali esponeva le sue teorie sull'unione dell'arte con la psicologia.
La maggior parte dei suoi lavori furono realizzati a Berlino e molti sono andati distrutti o rovinati durante gli anni e la guerra.
Il suo stile fu inizialmente caratterizzato da una forte adesione agli stilemi naturalistici dello Jugendstil.
Il suo primo capolavoro fu l'atelier Elvira. Egli decorò la facciata con un enorme elemento astratto, una sorta di drago che esce dalle onde, e rinnovò le finestre e la porta con linee curve, che richiamano le alghe, mentre l'aspetto organico dell'interno era enfatizzato da linee curve e decori a coralli.
Adolf Hitler odiava così tanto questo edificio da ordinarne la distruzione nel 1933, durante i lavori di rinnovamento della strada.
A Berlino Endell intraprese numerosi lavori, sia pubblici sia privati.
È del 1901 il Bunte Thater, teatro di cabaret costruito su volere di Ernst von Wolzogen ed ora distrutto. Per questo edificio tutto venne disegnato da Endell; oltre alla parte architettonica egli progettò tutti gli elementi decorativi, i tappeti, i tessuti ed anche i chiodi. L'aspetto finale fu innovativo. Ogni zona era dipinta con colori diversi, da cui deriva il nome (bunt = "colorato") con effetti madreperlati spettacolari. Qui si denotava ancora il linguaggio organico- marino dell'atelier Elvira, grazie alla presenza di grandi pilastri a ramo di corallo e decorazioni simili ad insetti.
L'opera più imponente è il primo dei Hackeschen Höfe, chiamato Endell'scher Hof (1906/7). A lui era stato richiesto di creare le facciate e le sale delle feste del primo Hof. Per questo lavoro Endell abbandonò il linguaggio dello Jugendstil per crearne uno nuovo, più moderno, nato dall'unione del movimento e del decoro. Attraverso la forma, la dimensione e l'ordine dell finestre e con l'aiuto di piastrelle colorate, creò due facciate completamente diverse, che danno al cortile l'aspetto di una gradevole piazza sulla quale si affacciano tante piccole case indipendenti. La facciata est è caratterizzata dai colori bianco e blu e le forme ricordano l'architettura moresca; la facciata ad ovest è prevalentemente di colore marrone e ricorda le costruzioni moderne dei magazzini di Alfred Messel. Egli si occupò anche della progettazione degli spazi interni. Ad oggi rimangono solamente pochi elementi originali del progetto di Endell: la scala dell'ala sinistra, un vestibolo nell'ala destra e la sala delle feste al primo piano rialzato dell'edificio orizzontale, che però dice poco sulle idee architettoniche di Endell. La sala più rappresentativa era la grande sala delle feste su due piani, distrutta già nel 1930, nella quale tramite pilastri ed una specifica costruzione del soffitto ad onda, egli rappresentò al massimo i suoi concetti.
Nel 1905/ 06 ai Hackschen Höfe vennero aggiunte due grandi sale da concerto e da ballo, le cosiddette Naumann'sche Festsäle, della cui decorazione interna, quasi art déco, si occupa Endell. Di queste due sale ne rimane una, oggi teatro di varietà Chamäleon.
È del 1912/ 13 la costruzione dell'ippodromo del galoppo (Trabrennbahn) di Mariendorf e della sua tribuna aperta, oggi chiamata Endell'sche Tribüne, che ospita 2000 persone.
Nel 1908 Endell pubblica il libro La Bellezza nella Grande Città (Die Schönheit der großen Stadt) presso la casa editrice Strecker & Schröder di Stoccarda. Nel libro sviluppa la visione di una città moderna, luogo di incontro per uomini, lavoro, arte e cultura.